# 雪落香杉树
《雪落香杉树》（英語：Snow Falling on Cedars）是美国作家戴维·伽特森创作的长篇小说，于1994年出版。伽特森还是教师时，用每天清晨的一段时间，花费十年写成这本书。由于小说的成功，他辞掉了工作并开始全职写作。

## 中文译本
- 《愛在冰雪紛飛時》，趙伏柱译，繁体中文，1998年7月，輕舟出版社，9789578411555
- 《雪落香杉树》，熊裕译，简体中文，2017年6月，作家出版社，9787506387873